# Memoriał Bronisława Idzikowskiego i Marka Czernego 1991
Memoriał im. Bronisława Idzikowskiego i Marka Czernego 1991 – 24. edycja turnieju w celu uczczenia pamięci polskiego żużlowca Bronisława Idzikowskiego i Marka Czernego, który odbył się dnia 19 października 1991 roku. Turniej wygrał Marek Kępa.

## Wyniki
- Częstochowa, 19 października 1991
- NCD: Janusz Stachyra - 72,26 w wyścigu 6
- Sędzia: Maciej Spychała

| Msc. | Zawodnik               | Klub        | Pkt |             |  |
| ---- | ---------------------- | ----------- | --- | ----------- |  |
| 1    | (8) Marek Kępa         | Lublin      | 14  | (2,3,3,3,3) |  |
| 2    | (12) Tomasz Gollob     | Bydgoszcz   | 12  | (1,2,3,3,3) |  |
| 3    | (13) Wojciech Załuski  | Opole       | 11  | (3,3,3,d,2) |  |
| 4    | (16) Jacek Gomólski    | Gniezno     | 10  | (d,1,3,3,3) |  |
| 5    | (14) Eugeniusz Skupień | Rybnik      | 10  | (2,2,2,1,3) |  |
| 6    | (9) Jacek Gollob       | Bydgoszcz   | 10  | (2,2,1,3,2) |  |
| 7    | (1) Sławomir Drabik    | Częstochowa | 9   | (3,1,1,2,2) |  |
| 8    | (10) Janusz Stachyra   | Rzeszów     | 8   | (3,3,2,d,d) |  |
| 9    | (3) Jan Holub          | Czechy      | 8   | (2,3,0,2,1) |  |
| 10   | (6) Petr Vandírek      | Czechy      | 8   | (3,1,2,2,0) |  |
| 11   | (11) Andrzej Puczyński | Częstochowa | 4   | (0,0,d,2,2) |  |
| 12   | (15) Jan Krzystyniak   | Rzeszów     | 4   | (1,1,2,d)   |  |
| 13   | (7) Marek Mróz         | Opole       | 3   | (1,2,0,0,d) |  |
| 14   | (2) Tomasz Fajfer      | Gniezno     | 3   | (1,0,0,1,1) |  |
| 15   | (4) Robert Przygódzki  | Częstochowa | 3   | (0,0,1,1,1) |  |
| 16   | (5) Mirosław Korbel    | Rybnik      | 0   | (d)         |  |
|      | rez. Zbigniew Jurasik  | Częstochowa |     | (0,1,1,1)   |  |

Bieg po biegu
1. [72,94] Drabik, Holub, Fajfer, Przygódzki
2. [73,05] Vandírek, Kępa, Mróz, Korbel
3. [72,32] Stachyra, J.Gollob, T.Gollob, Puczyński
4. [72,88] Załuski, Skupień, Krzystyniak, Gomólski
5. [72,28] Załuski, J.Gollob, Drabik, Jurasik Jurasik za Korbela
6. [72,26] Stachyra, Skupień, Vandírek, Fajfer
7. [73,87] Holub, Mróz, Krzystyniak, Puczyński
8. [73,69] Kępa, T.Gollob, Gomólski, Przygódzki
9. [74,57] Gomólski, Vandírek, Drabik, Puczyński
10. [73,47] T.Gollob, Krzystyniak, Jurasik, Fajfer Jurasik za Korbela
11. [73,09] Kępa, Skupień, J.Gollob, Holub
12. [73,22] Załuski, Stachyra, Przygódzki, Mróz
13. [73,44] T.Gollob, Drabik, Skupień, Mróz
14. [73,91] Kępa, Puczyński, Fajfer, Załuski
15. [74,50] Gomólski, Holub, Jurasik, Stachyra Jurasik za Korbela
16. [74,22] J.Gollob, Vandírek, Przygódzki, Skupień
17. [74,59] Kępa, Drabik, Krzystyniak, Stachyra
18. [75,61] Gomólski, J.Gollob, Fajfer, Mróz
19. [73,31] T.Gollob, Holub, Jurasik, Vandírek Jurasik za Załuskiego
20. [74,50] Skupień, Puczyński, Przygódzki, Korbel